# اختبار الخرزة
اختبار الخرزة هو اختبارٌ لتعرّف الفلزات في معادنها، يُصهر فيه البورق (البوراكس) على خرزة شفافة بتسخينه في شعلة أنبوب نفخ داخل حلقة صغيرة من سلك البلاتين؛ تبدو المعادن، عند صهرها في هذه الخرزة، بألوانٍ زجاجيةٍ مميزة، مما يُمَكِّن من تعرّف هوية العناصر الموجودة فيها، وأول من قدم هذا الاختبار هو العالم السويدي Berzelius في عام 1812.